# Xã Wayne, Quận Kosciusko, Indiana
Xã Wayne (tiếng Anh: Wayne Township) là một xã thuộc quận Kosciusko, tiểu bang Indiana, Hoa Kỳ. Năm 2010, dân số của xã này là 27.551 người.